# Етан
Ета́н — це органічна сполука ряду алканів з емпіричною формулою C2H6. За звичайних температури та тиску, етан є газом без кольору та запаху. У промисловому масштабі етан відокремлюють від природного газу як побічний продукт переробки нафти. Найважливіше застосування етан знайшов як нафтохімічна сировина для синтезу етилену.

## Історія
Етан було вперше штучно створено у 1834 році Майклом Фарадеєм, у результаті електролізу ацетату калію. Фарадей прийняв вуглеводневий продукт цієї реакції за метан і не досліджував його надалі.
В 1847—1849 рр., намагаючись підтвердити радикальну теорію органічної хімії, Герман Кольбе та Едвард Франкленд добули етан шляхом відновлення пропанонітрилу (етилового ціаніду) і етилового йодиду металевим калієм, а також, способом Фарадея — електролізом водних розчинів ацетатів. Щоправда, вони помилково вважали, що продуктом цієї реакції є метил-радикал, а не димер метилу етан. Цю помилку у 1864 році виправив Карл Шорлемер, який довів що, насправді, продуктом усіх цих реакцій є етан.
Назва «етан» встановлена згідно з номенклатурою ІЮПАК. Префікс «ет-» посилається на присутність у карбоновому ланцюзі двох атомів вуглецю, а суфікс «-ан» — на присутність одинарного зв'язку між ними (тобто приналежність до алканів).

## Знаходження у природі
Етан та інші гомологи метану є складовою частиною природного газу. У різних покладах вміст етану коливається від 0,5 до 4 %.

## Фізичні властивості
Етан — газ без запаху та кольору.
- Густина при T = –100 °C ρрід. = 0,561 г/см³
- Густина при н. у. ρгаз. = 0,001342 г/см³ або 1,342 кг/м³

## Хімічні властивості
- Під дією сонячного світла етан взаємодіє з галогенами, заміщуючи атому гідрогену

C2H6 + Cl2 → C2H5Cl + HCl
- Нітрування шляхом взаємодії з концентрованою нітратною кислотою при 400 °C (реакція Коновалова)

C2H6 + HNO3 → C2H5NO2 + H2O
- Горіння в кисні

2 C2H6 + 7 O2 → 4 CO2 + 6 H2O
- Отримання етилену через каталітичне дегідрування

C2H6 → C2H4 + H2

## Отримання
- Взаємодія металічного натрію з метилгалогенідами (реакція Вюрца)

2CH3Hal + 2Na → C2H6 + 2NaHal
- Нагріванням солей пропанової кислоти з лугами (реакція Дюма)

C2H5COONa + NaOH → C2H6 + Na2CO3
- Електролізом ацетатів (за методом Фарадея)

CH3COO− → CH3• + CO2 + e−

CH3• + •CH3 → C2H6
- Із синтез-газу

2CO + 5H2 → C2H6 + 2H2O
- Каталітичним гідруванням бурого вугілля (каталізатор — Ферум)

2C + 3H2 → C2H6

## Здоров'я та безпека
При кімнатній температурі етан є горючим газом. При змішуванні з повітрям при 3,0—12,5 % за об'ємом, він утворює вибухонебезпечні суміші.
У місцях, де етан зберігається у вигляді кріогенної рідини, потрібні додаткові заходи безпеки. Прямий контакт із рідким етаном може призвести до серйозних обморожень. Крім того, випари, які виділяються з рідкого етану є, поки вони не нагрілися до кімнатної температури, важчими за повітря і можуть поширюватися або збиратися низько над землею, і якщо вони стикаються з джерелом запалювання, то може статись вибух.
Підозрюється, що етан є канцерогеном.

## Цікавий факт
Цікаво, що на поверхні Титана (супутник Сатурна) в умовах низьких температур (–180 °C) існують цілі озера і річки з рідкої метано-етанової суміші.